# Zirconaffaire
De Zirconaffaire was een incident in 1986 en 1987 in het Verenigd Koninkrijk veroorzaakt door een aflevering van de zesdelige documentaire reeks genaamd Secret Society over de uiteindelijk geannuleerde Zircon-spionagesatelliet die uitgezonden zou worden door de BBC. Het veroorzaakte veel belangrijke problemen met betrekking tot de Britse grondwet, in het specifiek hoe autoriteiten middels zogenaamde "gagging order" de publicatie van bepaalde media kunnen tegenhouden.

## Verloop

### Productie van het programma
In november 1985 kreeg de Schotse onderzoeksjournalist Duncan Campbell de opdracht van BBC Scotland om aan een zesdelige documentaireserie genaamd Secret Society te werken als presentator en onderzoeker onder de directie van Brian Barr. De Government Communications Headquarters (GCHQ) kwam erachter dat er een cameraploeg van BBC Scotland bij de vliegbasis RAF Menwith Hill aan het filmen was. Toen Campbell het voormalige hoofd wetenschappelijk adviseur van het Britse Ministerie van Defensie Ronals Mason interviewde in augustus 1986 sprak hij over het Zircon-project (dat als "bijzonder geheim" werd beschouwd).
Campbell had als plan één van de afleveringen van Secret Society te gebruiken om het bestaan van Zircon te onthullen, maar kwam er tijdens zijn onderzoek halverwege 1986 achter dat het hoofd van de Public Accounts Committee (PAC) Rober Sheldon niets van het project af wist. De Public Accounts Committee is een comité dat door het Lagerhuis wordt aangesteld om overheidsuitgaven te overzien. Het Britse parlement en de regering hadden afgesproken dat dure militaire projecten onder toezicht zouden staan door het comité en Campbell beoordeelde dat de onwetendheid van Sheldon over het Zircon-project bewijs was van een overtreding van deze overeenkomst. De heimelijkheid van Zircon, een project dat naar schatting 500 miljoen pond zou kosten, ten opzichte van het comité volgde de trend van een eerder defensieproject, het "Chevaline"-programma welke als doel had om de Polaris-atoomraket te verbeteren. Het voorgaande hoofd van de PAC was Lord Barnett, die kort geleden was aangesteld tot vicevoorzitter van de BBC. Barnett zou meewerken aan het programma door een interview af te staan aan Campbell maar trok zich later terug na ontevredenheid over de manier van ondervragen tijdens het interview met Sheldon, die Campbell ervan beschuldigde dat hij hem hiermee erin had geluisd.

### Interventie van het BBC-management
De Directeur van de BBC, Alasdair Milne, schreef later dat de secretaris van de D-Notice Committee (het comité dat gaat over het opleggen van beperken van nieuwspublicaties) protesteerde na de aankondiging van het Secret Society programma in het uitzendingsschema van BBC 2 voor het najaar. Volgens het officiële verhaal van de D-Notice Committee had de secretaris van het comité enkel gevraagd naar de verschijning van de documentaireserie in de kennisgeving van de BBC voor het najaar van 1986, en was hij zelf niet op de hoogte van het Zircon-project.
Een bijeenkomst van de gouverneurs van de BBC werd op 13 november 1986 gehouden onder de voorzitter Marmaduke Hussey. Hussey werd voorgesteld als voorzitter voor de raad van gouverneurs door conservatieve ministers van de Britse regering. Daphne Park, lid van de raad van gouverneurs en voormalig MI6 werknemer, was tegen de uitzendingen en zei dat Campbell een "vernietiger" was die de BBC nooit had moeten aannemen. Ook voormalig diplomaat Curtis Keeble bood tegenstand in de raad van gouverneurs. Hussey gaf de positie van de de gouverneurs over dit onderwerp door aan Milne na de vergadering.
Milne had op 5 december 1986 een afspraak met Peter Marychurch, directeur van de Government Communications Headquarters. Op dezelfde dag schreef Alan Protheroe, de assistent directeur van de BBC, een brief aan Milne met daarin de boodschap dat de aflevering over Zircon niet uitgezonden moest worden. Protheroe was verantwoordelijk voor het toezien houden op journalistiek bij de BBC en was de afgevaardigde van de BBC voor de D-Notice Committee. Protheroe was ervan overtuigd dat de aflevering over Zircon schadelijk zou zijn voor nationale veiligheid nadat hij een gesprek had gevoerd met de minister van defensie.
De eerste versies van de zes afleveringen werden getoond aan Milne, wie deze later aan de gouverneurs liet zien. De gouverneurs vonden vervolgens dat de serie na enkele veranderingen geschikt zouden zijn voor uitzending met uitzondering van de aflevering over Zircon. Niet alle gouverneurs waren echter zo erg tegen de aflevering als Protheroe was. Milne maakte na nog twee vergaderingen van de raad van gouverneurs de beslissing om de Zircon-aflevering niet uit te zenden tijdens de kerstvakantie.

### Onthulling van de zaak
De Zircon-affaire werd openbaar gemaakt door The Observer op 18 januari 1987 met de titel "BBC Gag on £500m Defence secret". Op 21 januari werd door Advocaat-Generaal het rechtelijke bevel verkregen dat Campbell verbood over de inhoud van de documentaire te praten of schrijven. Op 22 januari publiceerde Campbell een artikel in de New Statesman dat door de autoriteiten werd tegengehouden. Het artikel van Campbell bevatte informatie die van een voormalig werknemer van de GCHQ en vier anonieme defensiemedewerkers. De advocaat-generaal gaf de Special Branch van de politie de opdracht om hun identiteit te achterhalen en te onderzoeken of de "Official Secrets Act" was overtreden.
Special Branch viel met een huiszoekingsbevel het huis van Campbell in Londen binnen. Ook de huizen van onderzoekers die met Campbell werkten Jolyon Jenkins en Patrick Forbes, en kantoren van de New Stateman werden doorzocht. Op 31 januari 1987 viel de politie van Strathclyde het gebouw van BBC Scotland in Glasgow binnen en doorzocht dit voor 28 uur. De opzichter van BBC Scotland, Pat Chalmers werd verhoord door de politie en Protheroe werd gearresteerd en verhoord.

### Vertoning aan parlementariërs
Nu de zaak openbaar gemaakt was, wist parlementslid Robin Cook een video van de Zircon-documentaire te bemachtigen en regelde hij dat de leden van het Lagerhuis deze zouden zien. De advocaat-generaal, Sir Michael Havers, probeerde dit tegen te houden maar zijn aanvraag werd afgekeurd op basis van de parlementaire rechterlijke privilege.
In frustratie organiseerde de advocaat-generaal de briefing van de Speaker van het Britse Lagerhuis, Bernard Weatherhill, over dit onderwerp. Hierna besloot de voorzitter het tonen van de documentaire niet in het Palace of Westminster mocht plaatsvonden zolang de zaak in behandeling was bij het Commitee of Privileges.
Met hulp van eensgezinde parlementariërs probeerde Campbell de aflevering in het Lagerhuis te tonen, hoewel alle BBC-staf het bevel hadden gekregen om het videomateriaal terug te geven. Het Zircon-project viel onder de bevoegdheid van de Defence Select Committe, die de aflevering wou zien maar daarin werd tegengehouden door een ambtenaar van het ministerie van defensie. De voorzitter van het Lagerhuis besloot dat de aflevering niet in het parlementsgebouw getoond mocht worden, dus werd dit elders gedaan. De gouverneurs bleven onrustig, zo klaagde Hussey bij Milne dat de aflevering nooit gemaakt had moeten zijn. Hussey en de raad van gouverneurs eisten op 29 januari het ontslag van Milne.
Rond deze tijd waren kopieën van de video echter al in handen van verschillende burgerrechtenorganisaties, die openbare vertoningen in het Verenigd Koninkrijk organiseerden. De regering was nu in een moeilijke situatie beland. Het committee of privileges adviseerde later dat het vertonen van de video buiten de werkzaamheden van het parlement en daarom ook buiten de rechtelijke immuniteit van de parlementariërs zouden vallen. Verder adviseerde het dat de handelingen van de voorzitter juist waren.
In 1989 schreef Campbell in een artikel in de New Statesman dat Zircon vervangen was door een Amerikaans-gemaakte satelliet die onder Britse controle stond en door de Amerikaanse Titan 34D-raket gelanceerd was op 4 september 1989.